# A Marriage of Inconvenience

A Marriage of Inconvenience est un téléfilm documentaire britannique réalisé par Mike Dutfield pour TVS Television et diffusé en 1990. Il est consacré à la vie de l'homme politique botswanais Seretse Khama, principal acteur de l'indépendance de ce pays, et à son mariage avec une femme blanche, Ruth Williams Khama, qui provoque un tollé dans l'Afrique du Sud de l'apartheid. C'est l'un des premiers et rares documentaires non animaliers réalisés au Botswana.

## Synopsis
Cette histoire raconte la vraie vie de Seretse Khama.

## Fiche technique
- Titre : A Marriage of Inconvenience
- Réalisation : Mike Dutfield
- Scénario : Michael Duffield
- Direction de la photographie : Michael Miles
- Montage : Chris Maybach
- Production : George Gray
- Studio de production : TVS Television
- Distribution : Independent Television (ITV)
- Pays :  Royaume-Uni
- Langue : anglais
- Durée : 2 x 55 minutes
- Date de diffusion : 1990

## Distribution
- Mike Dutfield : narrateur
- Raymond Johnson : Seretse Khama
- Niamh Cusack : Ruth Williams Khama
- Jabu Mbalo : Tshekedi